# Ferrari 275 GTB/4 NART Spyder
Der Ferrari 275 GTB/4 NART Spyder ist ein offener Sportwagen mit dem Fahrgestell und der Antriebstechnik des geschlossenen Ferrari 275 GTB/4. Er ist das erste Ferrari-Cabriolet, das einen Zwölfzylindermotor mit vier obenliegenden Nockenwellen hat. Die in einer Kleinserie von zehn Exemplaren gebauten Autos entstanden auf Initiative des US-amerikanischen Ferrari-Importeurs Luigi Chinetti und waren nicht Bestandteil der offiziellen Modellpalette Ferraris. 50 Jahre nach dem Produktionsende gehören sie zu den begehrtesten und teuersten Straßensportwagen der 1960er-Jahre. Für sie werden in US-Dollar zweistellige Millionenbeträge gezahlt.

## Hintergrund
Ab 1963 bot Ferrari die Straßensportwagen-Modellfamilie 330 an. Zu ihr gehörten mehrere komfortbetonte Coupés unterschiedlicher Größe. Die Motoren dieser Fahrzeuge hatten zwölf Zylinder und 4 Liter Hubraum. Ferrari stellte dieser Reihe 1964 einen deutlich leichteren Hochleistungssportwagen zur Seite, den 275 GTB mit kleinerem Motor als der der 330-Reihe, aber mit gleicher Leistung. Gleichzeitig erschien die offene Version 275 GTS. Sie hat eine eigenständige Karosserie und ohne formalen Bezug zum GTB. 1966 ersetzte Ferrari den 275 GTB ein durch den äußerlich gleichen, aber stärkeren 275 GTB/4, der als erster Serien-Ferrari einen Motor mit vier obenliegenden Nockenwellen hatte. Diese Leistungssteigerung übertrug Ferrari nicht auf den offenen 275 GTS. Seine Produktion endete vielmehr zusammen mit der des herkömmlichen GTB. Den Platz des 275 GTS nahm ab 1966 der Spyder Ferrari 330 GTS ein, der auf höheren Komfort ausgerichtet war und weiterhin einen Motor mit nur zwei obenliegenden Nockenwellen hat. Er war zu dieser Zeit der einzige von Ferrari angebotene offene Wagen.
Luigi Chinetti, Inhaber des North American Racing Teams (NART oder N.A.R.T.) und Ferraris Importeur für Nordamerika, war der Ansicht, dass der von Aldo Brovarone für Pininfarina entworfene 330 GTS für den amerikanischen Markt nicht attraktiv genug war. Er bevorzugte ein Cabriolet im Stil des 275 GTB/4, das Ferrari allerdings nicht anbot. Chinetti war beeindruckt von dem 1965 aufgebauten Nembo Spyder von Neri e Bonacini, ein Cabriolet mit den Linien des 275 GTB auf einem Chassis des leistungsstarken Ferrari 250 GT Berlinetta SWB. Eine Serienfertigung des Nembo Spyder kam allerdings nicht zustande, weil Neri e Bonacini Anfang 1967 den Betrieb einstellte. Chinetti, der in der Vergangenheit bereits mehrfach Sonderversionen von Ferraris Serienmodellen in Auftrag gegeben hatte, ließ daraufhin in eigener Initiative in Italien eine Cabrioletausführung des 275 GTB/4 entwickeln und in Kleinstserie produzieren. Das Auto erhielt unter Bezugnahme auf Chinettis Rennstall die Bezeichnung 275 GTB/4 NART Spyder. Chinetti vertrieb das Modell in den USA parallel zum Werks-Spyder 330 GTS. Ferrari sieht den 275 GTB/4 NART Spyder nicht als offizielles Modell an.

## Beschreibung

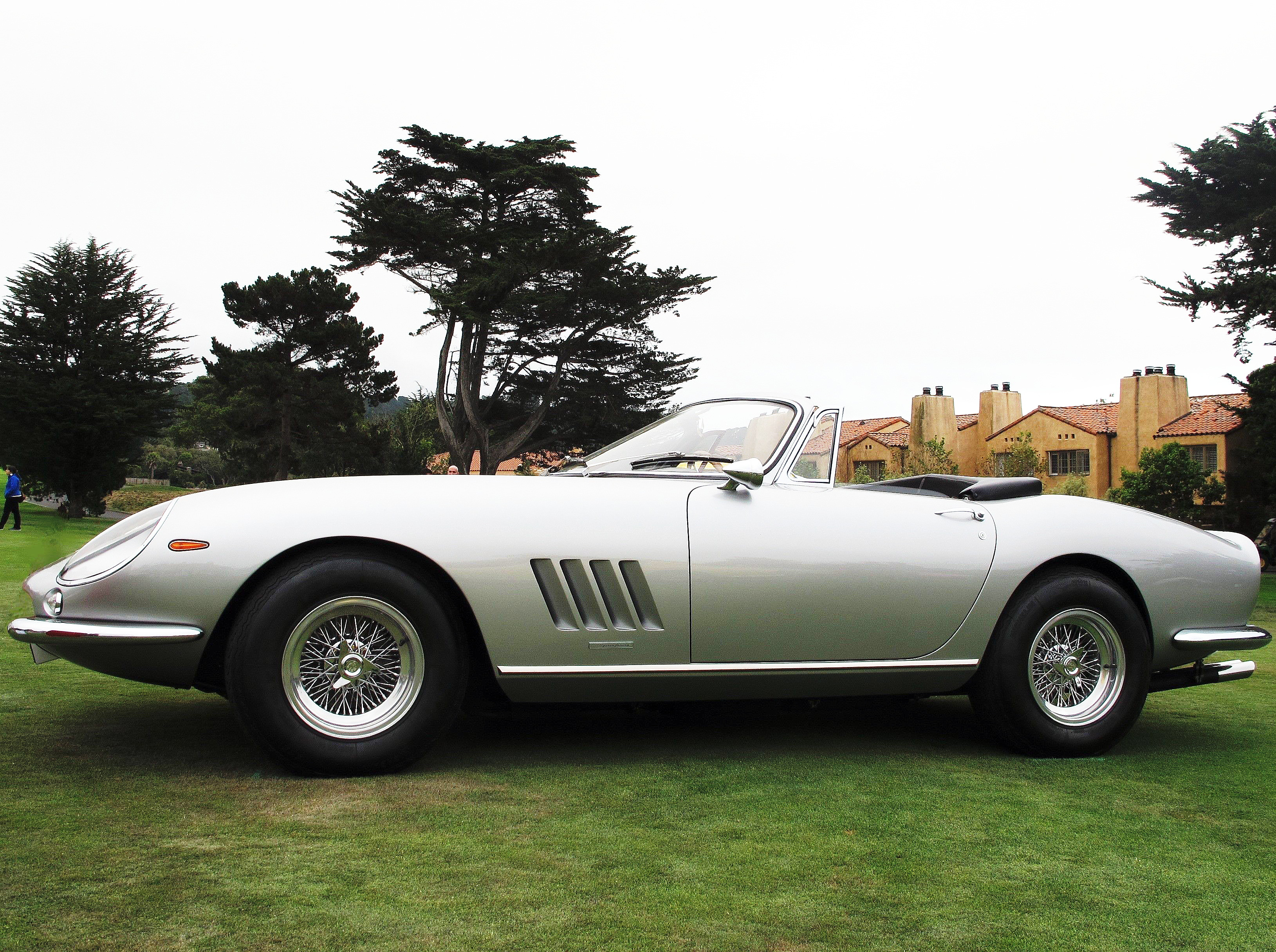
„275 GTB mit abgesägtem Dach“: Ferrari 275 GTB/4 NART Spyder

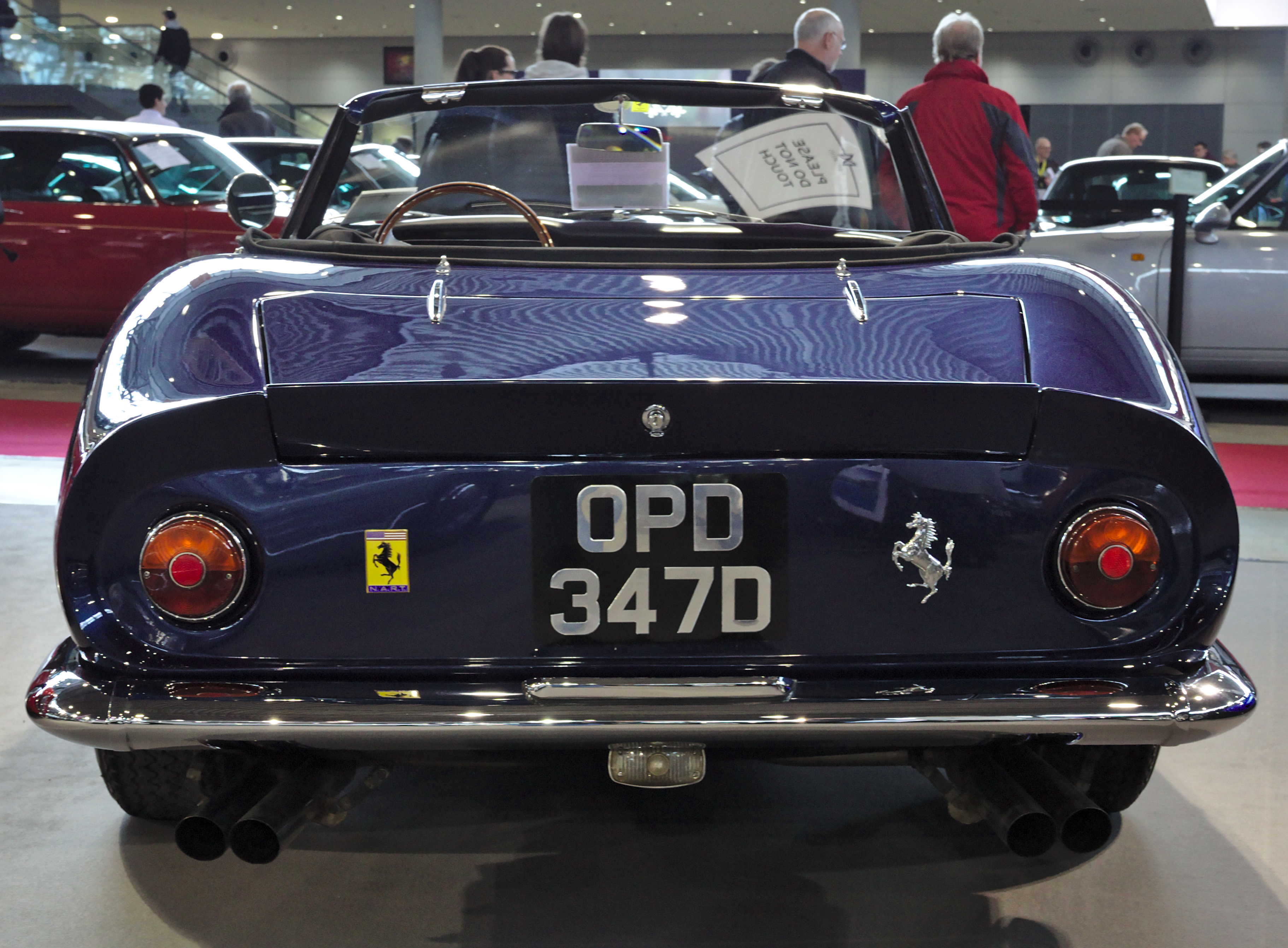
Heckansicht des Ferrari 275 GTB/4 NART Spyder

### Technik
Die Technik des NART Spyder entspricht vollständig der des geschlossenen 275 GTB/4. Beide haben ein Chassis vom Typ 596, wie es bereits im 250 GT Berlinetta SWB verwendet wurde. Grundlage ist ein Kastenrahmen, der aus verschweißten ovalen und rechteckigen Rohren besteht. Alle vier Räder sind einzeln  an doppelten Dreiecksquerlenkern aufgehängt, mit Schraubenfedern und hydraulischen Teleskopstoßdämpfern. An beiden Achsen sind Stabilisatoren eingebaut. Angetrieben wird der NART Spyder von einem Zwölfzylinder-V-Motor mit 3286 cm³ Hubraum (Bohrung × Hub: 77 × 58,8 mm), der die Werksbezeichnung Tipo 226 trägt. Er hat vier obenliegende Nockenwellen, die von Steuerketten angetrieben werden, und je ein Ein- und ein Auslassventil pro Zylinder. Im Gegensatz zum Motor des Vorgängers 275 GTB hat er Trockensumpfschmierung. Das Gemisch wird von sechs Weber-Doppelvergasern (Typ 40 DCN9, 40 DCN17 oder 40DCN18) aufbereitet. Die Motorleistung beträgt 300 PS (221 kW). Ein handgeschaltetes Fünfganggetriebe überträgt sie auf die Hinterräder. Es ist an der Hinterachse in einem gemeinsamen Gehäuse mit dem Differential vereint (Transaxle-Bauweise).

### Karosserie
Die Karosserie des 275 GTB/4 NART Spyder ist ein Entwurf von Sergio Scaglietti. Sein in Modena ansässiges Unternehmen Carrozzeria Scaglietti komplettierte seit 1964 in Ferraris Auftrag die serienmäßigen Coupés 275 GTB und 275 GTB/4, während der offene 330 GTS wie schon der Vorgänger 275 GTS bei Pininfarina in Grugliasco aufgebaut wurde. Für den 275 GTB/4 NART Spyder legte Scaglietti den Pininfarina-Entwurf des 275 GTB zugrunde und formte daraus einen offenen Zweisitzer mit Stufenheck. Chinettis Sohn beschrieb den 275 GTB/4 NART Spyder rückblickend als einen „275 GTB mit abgesägtem Dach“. Tatsächlich gleicht der 275 GTB/4 NART Spyder vom Vorderwagen bis zu den Türen dem geschlossenen 275 GTB/4; allerdings hatte Scaglietti die hinteren Kotflügel und den Heckabschluss so gestaltet, „als sei das Auto von Anfang an als Cabriolet geplant gewesen.“ Der Entwurf gilt allgemein als sehr gelungen. Einige Autoren halten den 275 GTB/4 NART Spyder für eines der schönsten Ferrari-Modelle.
Die ersten zwei Exemplare des 275 GTB/4 NART Spyder haben eine Karosserie aus Aluminiumblech, alle späteren Exemplare haben eine Stahlkarosserie. Die Stahlversion wiegt 1100 kg, die Autos mit Aluminiumaufbau sind 50 kg leichter.

## Fahrleistungen
Die Höchstgeschwindigkeit des 275 GTB/4 NART Spyder wird mit 270 km/h angegeben. Damit liegt sie 35 km/h über der des Ferrari-Werkscabriolets 330 GTS.

## Produktion
Den Aufbau der 275 GTB/4 NART Spyder übernahm die Carrozzeria Scaglietti. Chinetti hatte eine Serie von 25 Fahrzeugen in Auftrag gegeben, hatte dabei aber das Interesse an dem Auto falsch eingeschätzt. Der Abverkauf in den USA verlief sehr schleppend und ließ sich nur mit erheblichen Preisnachlässen verwirklichen, sodass die Produktion bereits nach zehn Exemplaren eingestellt wurde. Neun Fahrzeuge verkaufte Luigi Chinetti über seine Vertretung in Connecticut, ein Auto wurde in Europa verkauft. Es ging an einen General der Legión Española.

## Medienpräsenz
Luigi Chinetti gelang es, den 275 GTB/4 NART Spyder 1968 als Requisit in einem Spielfilm unterzubringen. Steve McQueen fuhr den Wagen in Thomas Crown ist nicht zu fassen.

## Einsatz im Motorsport
Luigi Chinetti hatte den 275 GTB/4 NART Spyder nicht als Wettbewerbsfahrzeug konzipiert. Gleichwohl erschien ein Exemplar mit Aluminiumkarosserie beim 12-Stunden-Rennen von Sebring 1967. Die beiden Rennfahrerinnen Denise McCluggage und Pinkie Rollo brachten das in einem dunklen Gelb lackierte und mit einem Überrollbügel versehene Auto für das Northern Vermont Racing Team in der Klasse der Grand-Turismo-Wagen bis 5,0 Liter Hubraum (GT5.0) an den Start. Es war der einzige Ferrari, der an diesem Rennen teilnahmen. McCluggage und Rollo beendeten das Rennen auf Platz 17. Sie hatten 185 Runden zurückgelegt, 50 weniger als der erstplatzierte Ford GT40 von Bruce McLaren und Mario Andretti. Es blieb der einzige Rennauftritt dieses Modells.

## Heutige Marktlage
Während der 275 GTB/4 NART Spyder zur Zeit seiner Produktion nicht begehrt war, gehört er im 21. Jahrhundert zu den teuersten Straßenfahrzeugen von Ferrari. 2013 wurde ein spätes Exemplar mit Stahlkarosserie in den USA zu einem Preis von 27,5 Mio US-$ verkauft.